# Social Studies of Science
Social Studies of Science (дословно — «Социальные исследования науки») — рецензируемый академический журнал, выходящий два раза в месяц, публикующий статьи по истории и философии науки. Главными редакторами журнала являются Николь Нельсон, доцент кафедры истории медицины и биоэтики Висконсинского университета в Мадисоне, и Серджио Сисмондо, профессор философии, искусств и наук Королевского университета. Журнал был основан в 1971 году под названием Science Studies и получил своё нынешнее название в 1975 году. В настоящее время он публикуется издательством SAGE Publications.

## Основание
В первом выпуске 1971 года редакторы-основатели Рой Маклеод и Дэвид Эдж объявили, что журнал «посвятит себя оригинальным исследованиям, будь то эмпирическим или теоретическим, которые проливают новый свет на концепции, процессы и последствия современной науки. Он будет междисциплинарным в том смысле, что будет поощрять соответствующий вклад со стороны политологии, социологии, экономики, истории, философии, социальной антропологии, а также юридических и образовательных дисциплин. Он будет приветствовать исследования в области фундаментальных исследований, прикладных исследований и разработок, университетской науки, промышленной науки и науки в государственном управлении». 

## Редакторы
- Рой Маклеод[англ.] (1971—1991)
- Дэвид Эдж (1971—2002)
- Майкл Линч (2002—2012)
- Серджио Сисмондо (2012—наст. время)
- Николь Нельсон (2022—наст. время)[8]

## Индексирование
Журнал Social Studies of Science реферируется и индексируется в Scopus и Social Sciences Citation Index. По данным Journal Citation Reports, его импакт-фактор составляет 4,038, что ставит его на 1-е место из 111 журналов в категории «История философии и науки». 